# خورشیدگرفتگی ۱ ژوئن ۲۰۳۰
خورشیدگرفتگی ۱ ژوئن ۲۰۳۰ (به انگلیسی: Solar eclipse of June 1, 2030) یک خورشیدگرفتگی از نوع خورشیدگرفتگی حلقه‌ای است. این خورشیدگرفتگی در تاریخ ۱ ژوئن ۲۰۳۰ میلادی (‎۱۱ خرداد ۱۴۰۹ خورشیدی) روی خواهد داد که زمان اوج آن، ساعت ۶:۲۹:۱۳ به‌وقت ساعت هماهنگ جهانی است. مدت زمان و طول این خورشیدگرفتگی ۵ دقیقه و ۲۱ ثانیه خواهد بود.